# Worried About You
Clip vidéo
[vidéo] « «Worried About You» », sur YouTube
Pistes de Tattoo You
Neighbours
(6) Tops
(8)
Worried About You est une chanson du groupe de rock britannique The Rolling Stones parue le 24 août 1981 sur l'album Tattoo You.

## Description
Écrite par Mick Jagger et Keith Richards, Worried About You est une ballade lente, qui a émergé lors des sessions d'enregistrement de l'album Black and Blue, en 1975. C'est plus qu'évident avec le solo de guitare fourni par Wayne Perkins, l'un des les prétendants à la place de guitariste qui avait été laissée vacante après le départ de Mick Taylor. Comme certaines chansons de Black and Blue, les premières versions de Worried About You ont été enregistrées à Rotterdam, aux Pays-Bas, à l'aide du Rolling Stones Mobile Studio. Les derniers ajouts ont été réalisés en 1981 à Montreux, en Suisse, et à New York.
La chanson comporte Mick Jagger au chant principal (utilisant le fausset comme sur Emotional Rescue), avec Keith Richards fournissant des harmonies vocales sur le refrain. Perkins et Richards pour leur part se partagent les parties de guitares. En plus de Charlie Watts et Bill Wyman respectivement à la batterie et à la basse, Billy Preston, un collaborateur régulier du groupe dans les années 70, joue du piano électrique.

## Clip vidéo
Un clip vidéo a été produit pour soutenir la diffusion de la chanson. La chanson est sortie sous le nom de Worried 'Bout You. Il est remarquable de montrer Ron Wood, le guitariste qui succède à Taylor, simulant la performance solo de Perkins (similaire aux vidéos de Waiting on a Friend et Hot Stuff, qui ont été enregistrées respectivement par Mick Taylor et Harvey Mandell). De plus, Jagger est vu jouer du piano électrique à la place de Billy Preston (qui n'apparaît pas dans la vidéo).

## Postérité
La chanson a été interprétée pour la première fois lors des deux concerts qu'ils ont offerts au "El Mocambo Club" au Canada, les 4 et 5 mars 1977. Elle faisait également partie de la setlist du Licks Tour, qui a eu lieu entre 2002 et 2003. Une version a été enregistrée et incluse sur leur album live Live Licks de 2004. Ils la rejoueront lors de l'étape 2006 du A Bigger Bang Tour et en 2013 lors de la tournée 50 & Counting. Lors des concerts, les parties de clavier sont jouées par Jagger et Chuck Leavell.
La chanson est utilisée dans l'épisode Mars vs. Mars, de la série télévisée Veronica Mars.

## Personnel
Crédités:
- Mick Jagger: chant, chœurs
- Keith Richards: guitare électrique, chœurs
- Bill Wyman: basse
- Charlie Watts: batterie

## Musiciens additionnels
- Wayne Perkins: guitare électrique
- Billy Preston: piano